# 南河総督
南河総督（なんがそうとく、満洲語：ᠨᠠᠨᡥᠣ ᠊ᡳ
ᡠᡥᡝᠷᡞ
ᡣᠠᡩ᠋ᠠᠯᠠᠷᠠ
ᠠᠮᠪᠠᠨ　転写：nanho -i uheri kadalara amban）は、清代に清江浦（現在の江蘇省淮安市）に設けられた高級官員。正式名称は江南河道総督（ᡤᡞᠶᠠᠩᠨᠠᠨ ᠊ᡳ
ᠪᡞᠷᠠᡞ
ᠵᡠᡤᡡᠨ ᠪᡝ
ᡠᡥᡝᠷᡞ
ᡣᠠᡩ᠋ᠠᠯᠠᠷᠠ
ᠠᠮᠪᠠᠨ　転写：giyangnan -i birai jugūn be uheri kadalara amban）、従一品または正二品。江蘇省の河道の管理を担当した。
清の初めには山東省の済寧に河道総督が設けられていただけであった。1677年、河道総督の靳輔は淮安が黄河・淮河・大運河の交わる治水の要所であるにもかかわらず、済寧から離れていて不便であったため、淮安城西北の清江浦に出張所を設けた。1729年、正式に清江浦に駐屯する江南河道総督（南河総督）と済寧に駐屯して河南省・山東省を管轄する山東河道総督（東河総督）に分離された。翌年には直隷河道総督（北河総督）が設置され、直隷総督が兼ねた。南河総督は4道、24庁、24営を管轄した。歴代の南河総督では張鵬翮・徐端・黎世序などが顕著な業績をあげている。
太平天国の乱の最中の1855年に黄河の流域が北に移動し、1860年には清江浦が捻軍の攻撃を受けて南河総督署が焼かれたため、1861年に廃止された。